# Berggolts (cràter)
Berggolts és un cràter d'impacte en el planeta Venus de 29,5 km de diàmetre. Porta el nom d'Olga Bergholz (1910-1975), poetessa russa, i el seu nom va ser aprovat per la Unió Astronòmica Internacional el 1994.